# Spoorlijn Épinal - Bussang
De Spoorlijn Épinal - Bussang is een Franse spoorlijn van Épinal via Remiremont naar Bussang. De gedeeltelijk opgebroken lijn was in totaal 56,2 km lang en heeft als lijnnummer 060 000.

## Geschiedenis
De spoorlijn werd door de Chemins de fer de l'Est in gedeeltes geopend. Van Épinal naar Remiremont op 10 november 1864, van Remiremont naar Saint-Maurice op 7 november 1879 en met gedeelte tussen Saint-Maurice en Bussang werd op 18 oktober 1891 voltooid. 
In 1989 is het gedeelte tussen Remiremont en Bussang gesloten en sindsdien omgevormd tot fietspad.

## Treindiensten
De SNCF verzorgt het personenvervoer op dit traject met TGV en TER treinen.
| Serie      | Treinsoort | Route                                                                                         | Bijzonderheden                                   |
| ---------- | ---------- | --------------------------------------------------------------------------------------------- | ------------------------------------------------ |
| TGV 2500   | TGV (SNCF) | Paris Est – Meuse TGV – Nancy-Ville – Épinal – [ Remiremont ] / [ Saint-Dié-des-Vosges ]      | Een trein naar Remiremont / Saint-Dié-des-Vosges |
| TER 833800 | TER (SNCF) | Épinal – Saint-Dié-des-Vosges                                                                 |                                                  |
| TER 835800 | TER (SNCF) | Nancy-Ville – Blainville-Damelevières – Charmes – Épinal – Remiremont                         |                                                  |
| C 40       | TER (SNCF) | Metz-Ville – Pagny-sur-Moselle – Pont-à-Mousson – Nancy-Ville – Charmes – Épinal – Remiremont |                                                  |

## Aansluitingen
In de volgende plaatsen is of was er een aansluiting op de volgende spoorlijnen:
Épinal
RFN 030 000, spoorlijn tussen Neufchâteau en Épinal
RFN 042 000, spoorlijn tussen Blainville-Damelevières en Lure
Dinozé
RFN 058 300, raccordement van Dinozé
RFN 059 910, lus van Bertraménil
Arches
RFN 062 000, spoorlijn tussen Arches en Saint-Dié
Remiremont
RFN 061 000, spoorlijn tussen Remiremont en Cornimont
Saint-Maurice
RFN 128 000, spoorlijn tussen Saint-Maurice en Wesserling

## Elektrificatie
Het gedeelte tussen Épinal en Remiremont werd in 2005 geëlektrificeerd met een wisselspanning van 25.000 volt 50 Hz.

## Galerij

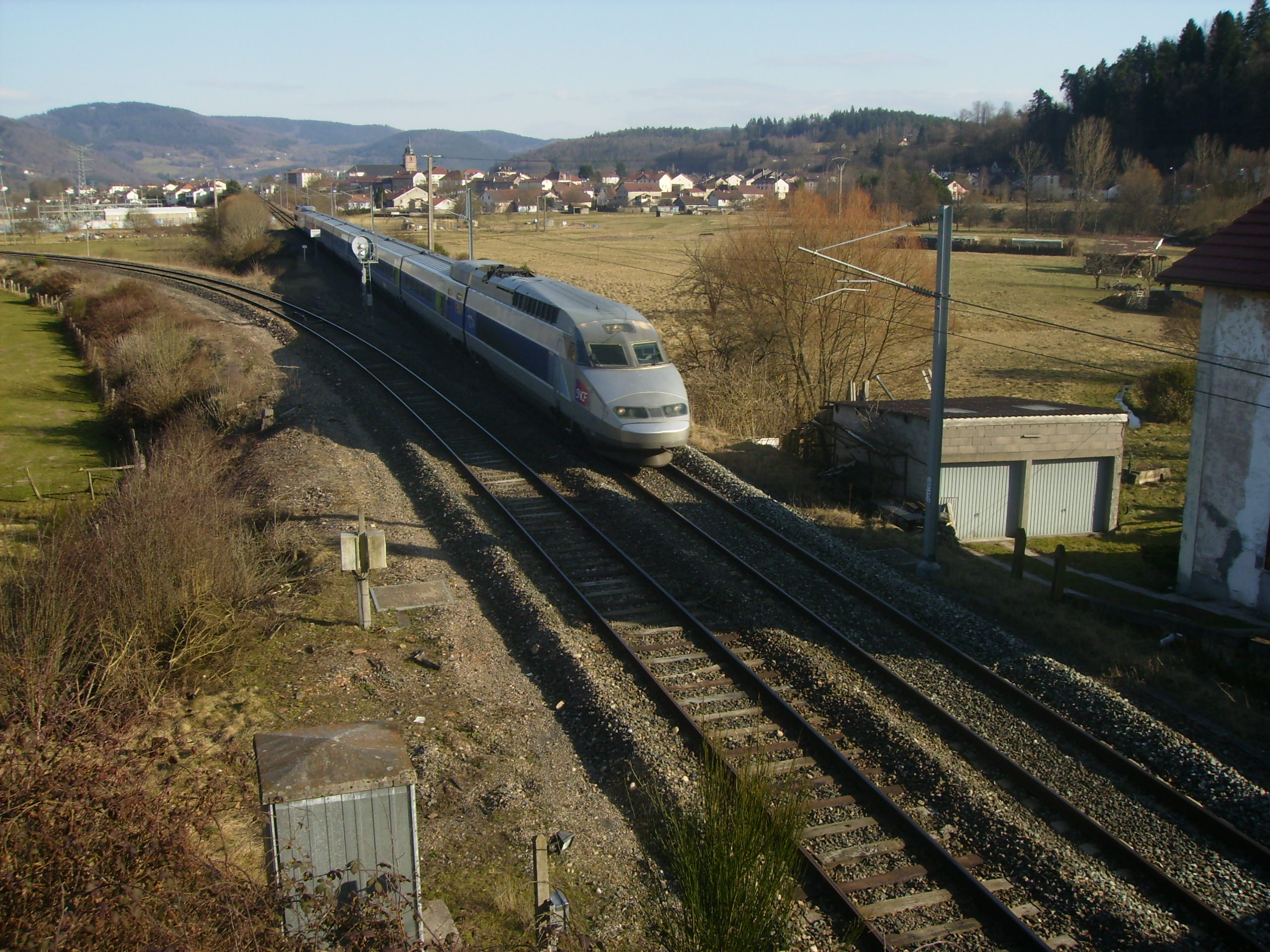
TGV richting Parijs tussen Pouxeux en Arches
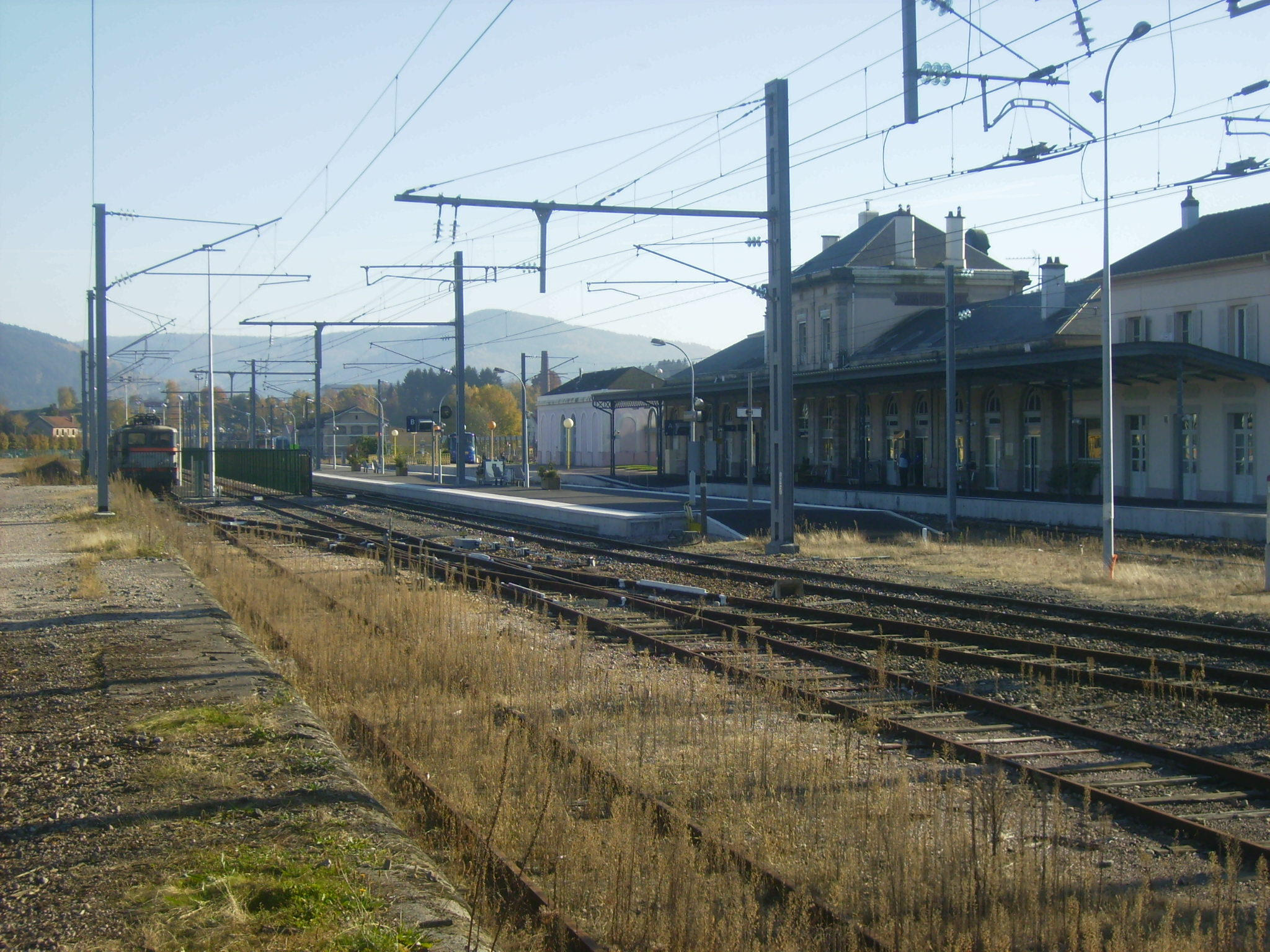
Station Remiremont 2007
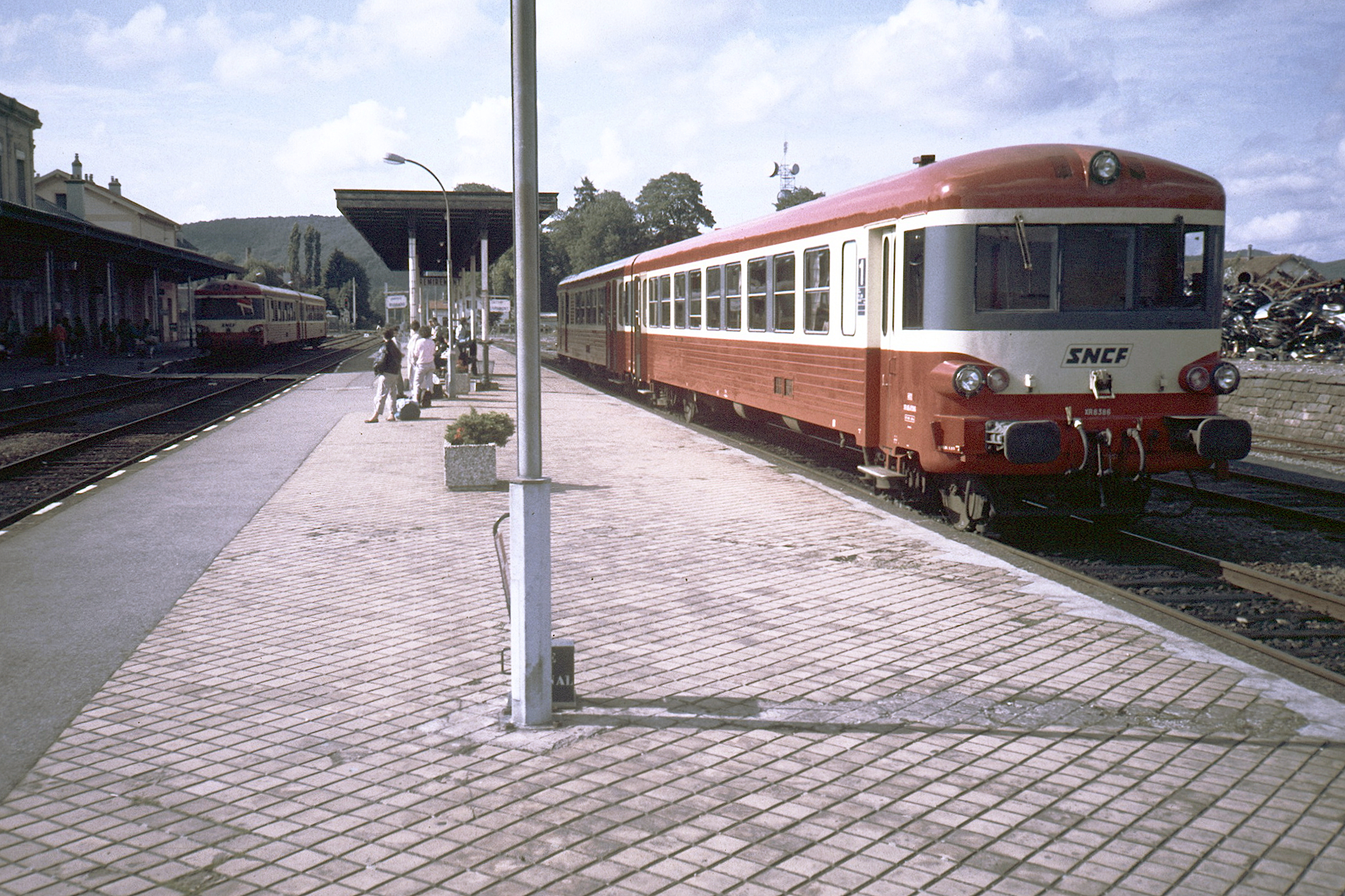
Station Remiremont 1987